# 388 (číslo)
Tři sta osmdesát osm je přirozené číslo, které následuje po čísle tři sta osmdesát sedm a předchází číslu tři sta osmdesát devět. Římskými číslicemi se zapisuje CCCLXXXVIII a řeckými číslicemi τπη.

## Matematika
388 je:
- Deficientní číslo
- Nešťastné číslo

## Astronomie
- (388) Charybdis je planetka hlavního pásu, kterou objevil v roce 1894 Auguste Charlois

## Doprava
- Silnice II/388 je česká silnice II. třídy vedoucí na trase Bohdalov – Ostrov nad Oslavou – Bobrová – Bystřice nad Pernštejnem – Vír – [1][2]

## Ostatní
- +388 je mezinárodní telefonní předvolba vyhrazená pro Evropský telefonní číslovací prostor – celoevropské služby

## Roky
- 388
- 388 př. n. l.